# Le Mesnil-Germain
Le Mesnil-Germain är en kommun i departementet Calvados i regionen Normandie i norra Frankrike. Kommunen ligger i kantonen Livarot som ligger i arrondissementet Lisieux. År 2018 hade Le Mesnil-Germain 262 invånare.

## Befolkningsutveckling
Antalet invånare i kommunen Le Mesnil-Germain
Referens:INSEE